# Atletica leggera ai Giochi della XXIX Olimpiade - Staffetta 4×100 metri maschile

Video della Finale

## Presenze ed assenze dei campioni in carica
| Competizione         | Atleta        | Prestazione | Pechino 2008 |
| -------------------- | ------------- | ----------- | ------------ |
| Olimpiadi 2004       | Gran Bretagna | 38”07       | Presente     |
| Commonwealth 2006    | Giamaica      | 38”36       | Presente     |
| Europei 2006         | Gran Bretagna | 38”91       | Presente     |
| Coppa del mondo 2006 | Stati Uniti   | 37”59       | Presenti     |
| Asiatici 2006        | Tailandia     | 39”21       | Presente     |
| Panamericani 2007    | Brasile       | 38”81       | Presente     |
| Africani 2007        | Nigeria       | 38”91       | Presente     |
| Mondiali 2007        | Stati Uniti   | 37”78       | Presenti     |

## Gara
In batteria gli Stati Uniti pasticciano al terzo cambio: Darvis Patton non arriva in tempo a consegnare il testimone a Tyson Gay. Gli americani sono fuori. In totale, vengono squalificate quattro squadre, inclusi i forti britannici.
In finale i giamaicani stabiliscono il nuovo record del mondo, che resisteva da 16 anni (37"40), vincendo con il più ampio margine di sempre: 96 centesimi di secondo.
Paesi Bassi e Cina vengono squalificate.

## Squalifica per doping
Nel 2017, a seguito della scoperta della positività all'antidoping del velocista giamaicano Nesta Carter, la squadra giamaicana viene squalificata e la classifica riscritta. Primo posto per Trinidad e Tobago, secondo per il Giappone e terzo per il Brasile.

## Risultati

### Finale
| Pos    | Paese             | Atleti                                                           | Tempo |
| ------ | ----------------- | ---------------------------------------------------------------- | ----- |
|        | Trinidad e Tobago | Keston Bledman Marc Burns Emmanuel Callender Richard Thompson    | 38"06 |
|        | Giappone          | Naoki Tsukahara Shingo Suetsugu Shinji Takahira Nobuharu Asahara | 38"15 |
|        | Brasile           | Vicente de Lima Sandro Viana Bruno de Barros José Carlos Moreira | 38"24 |
| 4      | Germania          | Tobias Unger Till Helmke Alexander Kosenkow Martin Keller        | 38"58 |
| 5      | Canada            | Hank Palmer Anson Henry Jared Connaughton Pierre Browne          | 38"66 |
| Squal. | Cina              | Wen Yongyi Zhang Peimeng Lü Bin Hu Kai                           |       |
| Squal. | Paesi Bassi       | Maarten Heisen Guus Hoogmoed Patrick van Luijk Caimin Douglas    |       |
| Squal. | Giamaica          | Nesta Carter Michael Frater Usain Bolt Asafa Powell              | 37"10 |